# Abbaye de Koutaba
L’abbaye Notre-Dame de Koutaba est une abbaye cistercienne fondée en 1968 à Koutaba, dans l'ouest du Cameroun.

## Localisation
L'abbaye de Koutaba est située dans le pays bamoun, à 1 200 mètres d'altitude, dans un paysage de savane. Elle se trouve environ à cinq kilomètres à l'est de Koutaba et de l'aéroport de Foumban Nkounja.

## Histoire

### Premières implantations
Les moines cisterciens arrivent de France, de l'abbaye Notre-Dame d'Aiguebelle, au Cameroun en 1951 et s'installent à Minlaba, dans le sud du pays, mais se retrouvent confrontés à de nombreuses difficultés.
En 1954, après la visite du supérieur général de l'ordre, ils se transfèrent à Obout, dans le département de Nyong-et-So'o, et commencent la construction d'un monastère, monastère qu'ils cèdent en 1968 à des religieuses trappistines françaises venues de Laval.

### À Koutaba
Délaissant le centre du pays, les cisterciens s'établissent à Koutaba, dans le diocèse de Bafoussam (département de Noun), et s'installent dans une ancienne plantation de café qu'ils restaurent. Cette plantation est d'ailleurs la principale source de revenus de l'abbaye. La communauté de Koutaba devient autonome en 1987. Une des caractéristiques principales de ce lieu est son altitude, à environ 1 200 mètes, dans le Massif de l'Adamaoua, qui permet entre autres cette culture du café.
Un des problèmes qui se pose rapidement est la formation des jeunes aspirants à la vie religieuse. Les moines européens avaient prôné une africanisation des monastères africains, en particulier dans l'encadrement, mais les arrivants sont demandeurs d'une formation « à l'européenne ». Le choix est donc fait, en particulier à la maison-mère d'Aiguebelle, de favoriser une mixité afro-européenne à Koutaba, et une priorité donnée à la formation de responsables.
En 1970, l'abbaye subit les perquisitions de la police du régime d'Ahmadou Ahidjo. Les moines camerounais subissent à cette occasion des vexations, qui sont épargnées aux moines français ; en effet les cisterciens d'origine locale sont suspectés de soutenir l'évêque de Nkongsamba, Mgr Albert Ndongmo, qui est en lutte larvée contre le régime en place.

### Construction du nouveau monastère

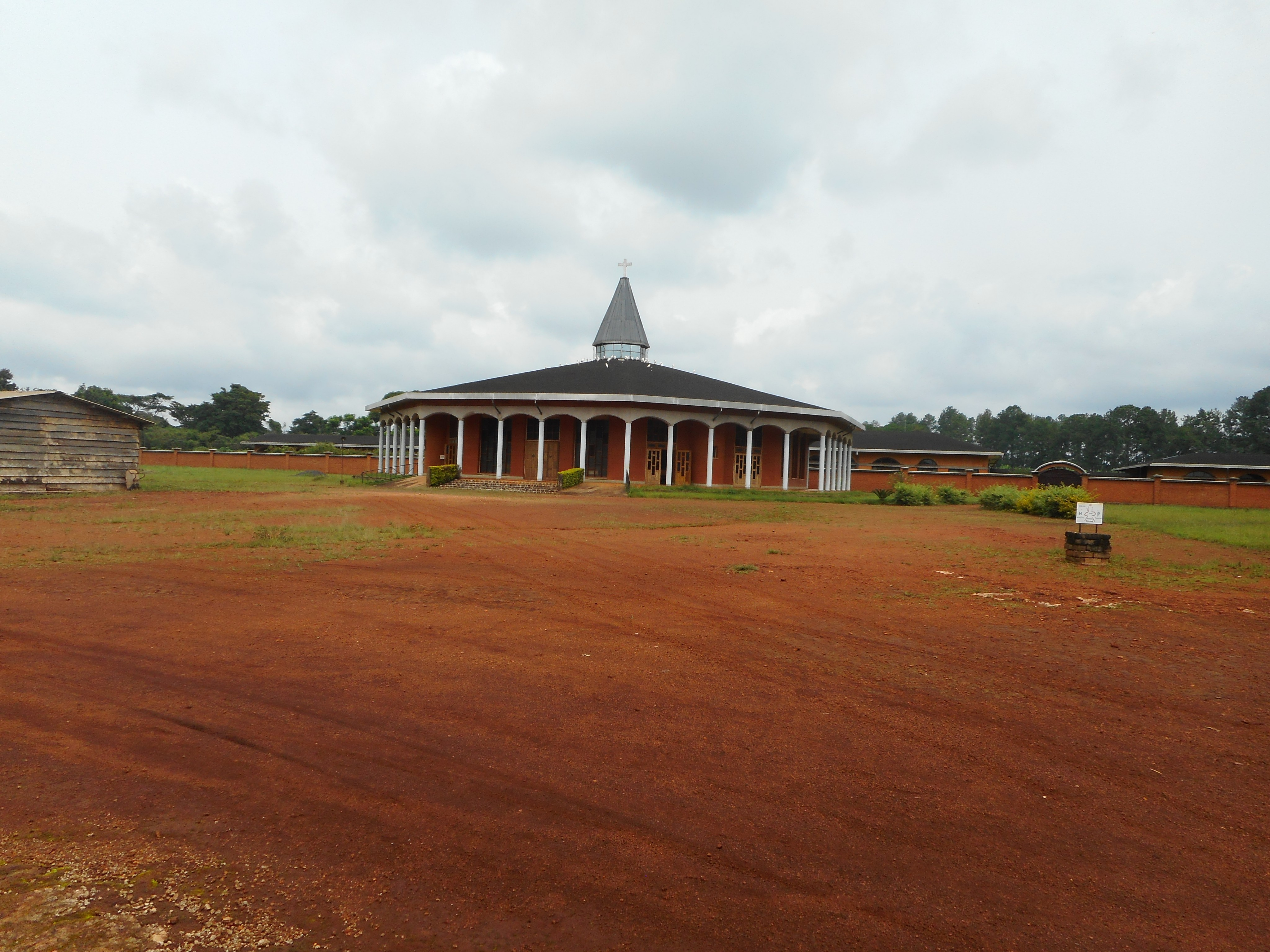
Vue générale de l'édifice, avec l'église au premier plan.

À partir de 2003, la communauté décide de la construction d'un nouveau monastère, situé à côté des bâtiments existants, à la fois plus fonctionnel et plus respectueux de l'architecture du pays, construit en briques et en terre. Cette décision est également motivée par la croissance forte, une quarantaine de jeunes hommes ayant montré leur intérêt pour la vie monastique et ayant été jugés aptes à vivre une période d'essai, mais les locaux trop petits ne permettant pas de les accueillir. Le nouvel édifice utilise des savoir-faire et des matériaux locaux, et en particulier la latérite.
Le projet, estimé à 3,4 millions d'euros, est mené sous la maîtrise d'œuvre d'André Accetta, spécialiste de la construction en terre, uniquement par des artisans locaux (une centaine de familles vivent du chantier). La somme nécessaire au financement du chantier a été abondée par des dons récoltés par l'abbaye-mère de Koutaba, Aiguebelle,.
Entre 1996 et 2011, au moment de la première guerre du Congo, l'abbaye de Mokoto en République démocratique du Congo est abandonnée à cause des troubles qui se produisent notamment dans la région du Kivu ; certains frères trouvent refuge à Koutaba, le temps que le calme revienne, puis que leur monastère soit reconstruit.

## Communauté monastique

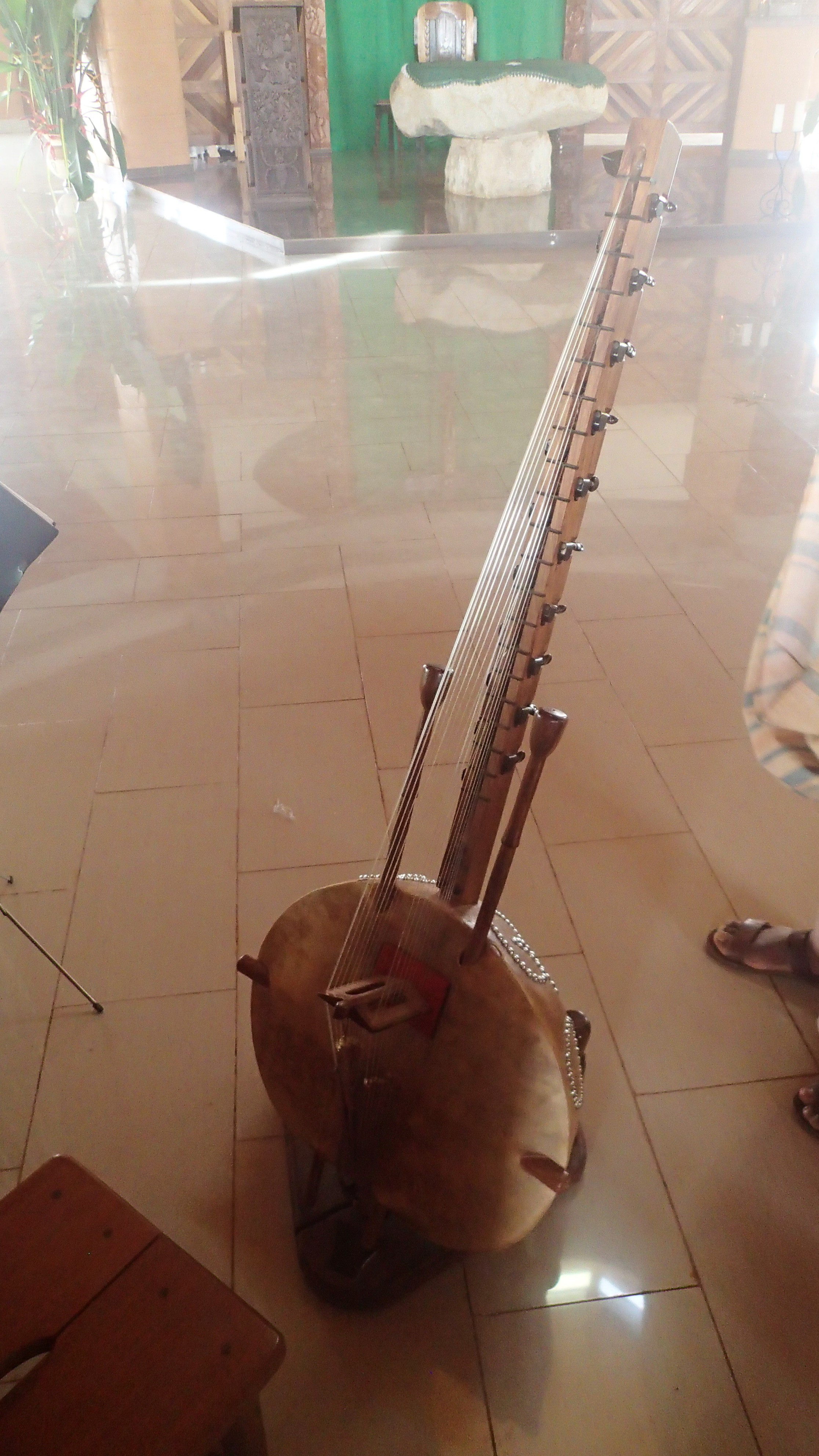
La kora est utilisée dans la liturgie de l'abbaye.

Au 1er janvier 2011, la communauté monastique se compose de 21 moines (20 en 2009), entre 69 ans et 29 ans, la moyenne d’âge étant de 40 ans. La majorité s'entre eux est originaire du Cameroun, mais certains d'entre eux viennent aussi de France, de la République démocratique du Congo, du Gabon, de Centrafrique.
Le monastère est une des principales maisons d'accueil spirituel du Cameroun. La liturgie est à la fois imprégnée de la tradition cistercienne et de la musique traditionnelle africaine. Les textes liturgiques et les prières ont été traduits en bamiléké ou en béti.
L'abbaye vit de la production d'un café arabica, récolté et torréfié sur place. La plantation de vingt-cinq hectares comptait, en 2003, quarante mille plants de caféiers, abrités du soleil par des arbres de hautes tiges, notamment avocatiers,. Une partie de la production, de trois à cinq tonnes annuelles, est vendue sur le marché local, les dix à quinze tonnes restantes étant exportées en France. Par ailleurs, la communauté dispose de capacités d'accueil lui permettant de recevoir 28 personnes.

### Action locale
Les plantations de café de Koutaba emploient une vingtaine d'ouvriers permanents ainsi qu'environ deux cents saisonniers pour la cueillette. L'abbaye est en outre construite sur une source d'eau qui lui permet d'être autosuffisante ; les frères ont construit un réseau d'adduction d'eau et de puits pour que les villages voisins profitent de cette ressource. En outre, la communauté monastique a construit une école où sont scolarisés trois cents enfants.

## Liste des supérieurs et prieurs

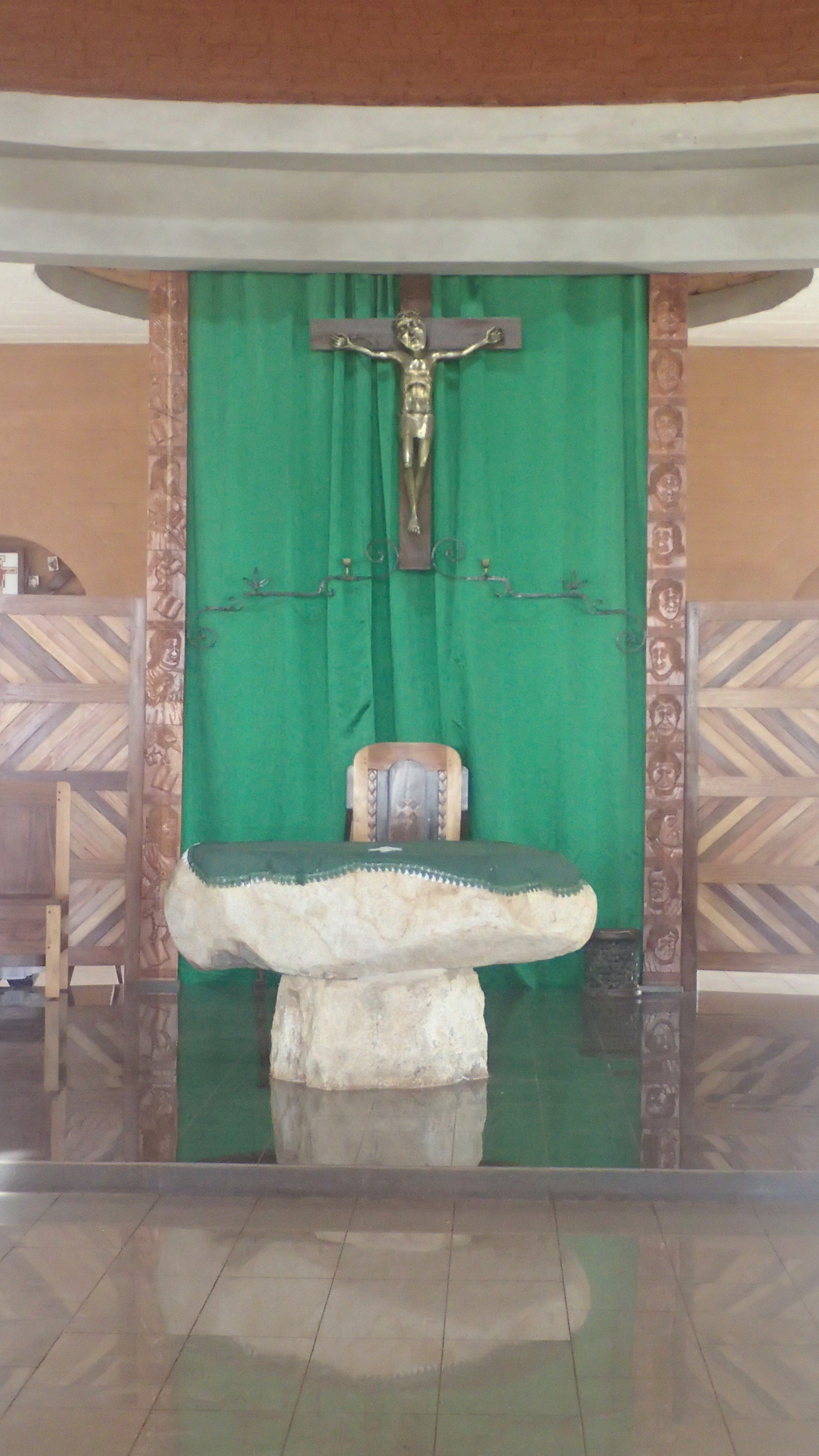
L'autel de l'église abbatiale.

- Marie Moullin, supérieur du 3 juillet 1951 à avril 1952 ;
- Aelred Girardon, supérieur d'avril 1952 au 21 mai 1956 ;
- Pierre Faye, supérieur du 21 mai 1956 à 1960 ;
- Étienne Desroches, supérieur de 1960 au 8 octobre 1964 ;
- Henri Parisot, supérieur de 1964 à 1966 ;
- Pierre Faye, supérieur de 1966 à mai 1974 ;
- Hubert d’Hamonville, supérieur de mai 1974 au 19 mars 1979 ;
- Georges Delomier, supérieur du 19 mars 1979 au 12 juillet 1988, puis prieur de cette date au 12 juillet 1994 ;
- Claude Richard, supérieur ad nutum du 25 juillet 1994 au 12 octobre 1997 ;
- Charles Amihere, supérieur ad nutum du 12 octobre 1997 au 13 septembre 1998, premier supérieur africain ;
- Germain Mbida Mbida, supérieur ad nutum du 13 septembre 1998 au 25 juillet 2001 puis prieur de cette date au 25 juillet 2007 ;
- Georges Delomier, supérieur ad nutum du 30 juillet 2007 au 22 avril 2008 ;
- Étienne Harding Mboule, supérieur ad nutum de 2014 à 2017[20].
- Henri Fouda (CSSp, né en 1972), commissaire apostolique depuis 2017.

Les Produits du monastère
Liqueur de café